# Palacio Lexarza

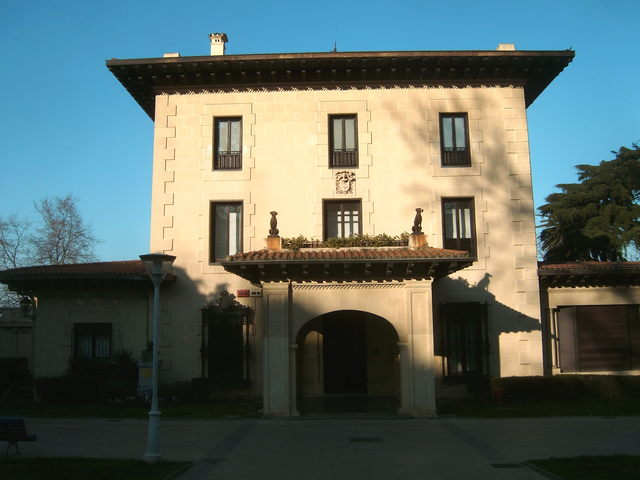
Palacio Lexarza.

El palacio Lexarza (en euskera y oficialmente Lexartza) está ubicado en Portugalete, Vizcaya, País Vasco (España). Fue construido en el año 1853 por la familia Martínez de Lexarza, de estilo neoclásico tardío presenta planta cuadrangular con tres alturas. Está rodeado de un amplio jardín, en el cual se situaba un salón de té (hoy desaparecido) y la capilla (reconvertida en parroquia de San Ignacio). En la fachada exhibe un escudo labrado en piedra de la familia Lexarza. 
Tras la guerra civil española pasó por donación a la Compañía de Jesús. Actualmente en el palacio se encuentra una sede de la Universidad Nacional de Educación a Distancia (UNED) en Vizcaya.
- Datos: Q11697353
- Multimedia: Lexartza Jauregia / Q11697353